# Ōryoku Maru
„Ōryoku Maru” – japoński statek pasażersko-towarowy oddany do służby w 1937 roku.
W latach 1937–1943 przewoził pasażerów i towary pod flagą linii żeglugowych Ōsaka Shōsen Kaisha. W czasie wojny na Pacyfiku został zarekwirowany przez Cesarską Armię Japońską i był odtąd wykorzystywany do transportu wojska oraz materiałów wojennych. 15 grudnia 1944 roku został zatopiony przez amerykańskie lotnictwo w Zatoce Subic u wybrzeży Luzonu. Statek przewoził wtedy 1619 jeńców wojennych, w zdecydowanej większości Amerykanów, spośród których około trzystu poniosło śmierć.
Z powodu drastycznych wydarzeń, które rozegrały się w jego ładowniach, po tym, gdy wśród zgromadzonych tam jeńców wybuchła panika, „Ōryoku Maru” jest uznawany za najgorszy z japońskich „piekielnych statków”.

## Dane techniczne
„Ōryoku  Maru” był statkiem pasażersko-towarowym o długości 129,7 metrów, szerokości 17,4 metrów i zanurzeniu 10,1 metrów. Jego pojemność wynosiła 7363 BRT.
Statek był wyposażony w dwie śruby, a jego napęd stanowiły cztery turbiny parowe o mocy 1083 NHP.
Był w stanie pomieścić 45 pasażerów w kabinach pierwszej klasy, 139 pasażerów w kabinach drugiej klasy oraz 679 pasażerów w kabinach trzeciej klasy . Załoga liczyła około 100 osób.

## Historia

### Przebieg służby
Budowę statku rozpoczęto 5 grudnia 1936 roku w stoczni Mitsubishi Jūkōgyō Kabushiki Kaisha w Nagasaki na zamówienie linii żeglugowych Ōsaka Shōsen Kaisha (OSK). Wodowanie miało miejsce 14 lutego 1937 roku; wtedy też jednostce nadano nazwę „Ōryoku Maru”. Do służby weszła 30 września tegoż roku .
W dziewiczy rejs „Ōryoku Maru” udał się do Dalian . Później obsługiwał m.in. trasy do portów Ameryki Południowej oraz na Formozę .
W 1943 roku został zarekwirowany przez Cesarską Armię Japońską. Pływał w konwojach na Formozę oraz na Filipiny. Na początku grudnia 1944 roku, płynąc w konwoju TAMA-35, przewiózł 2054 japońskich żołnierzy z Formozy na Luzon .

### Zatopienie

#### Przebieg

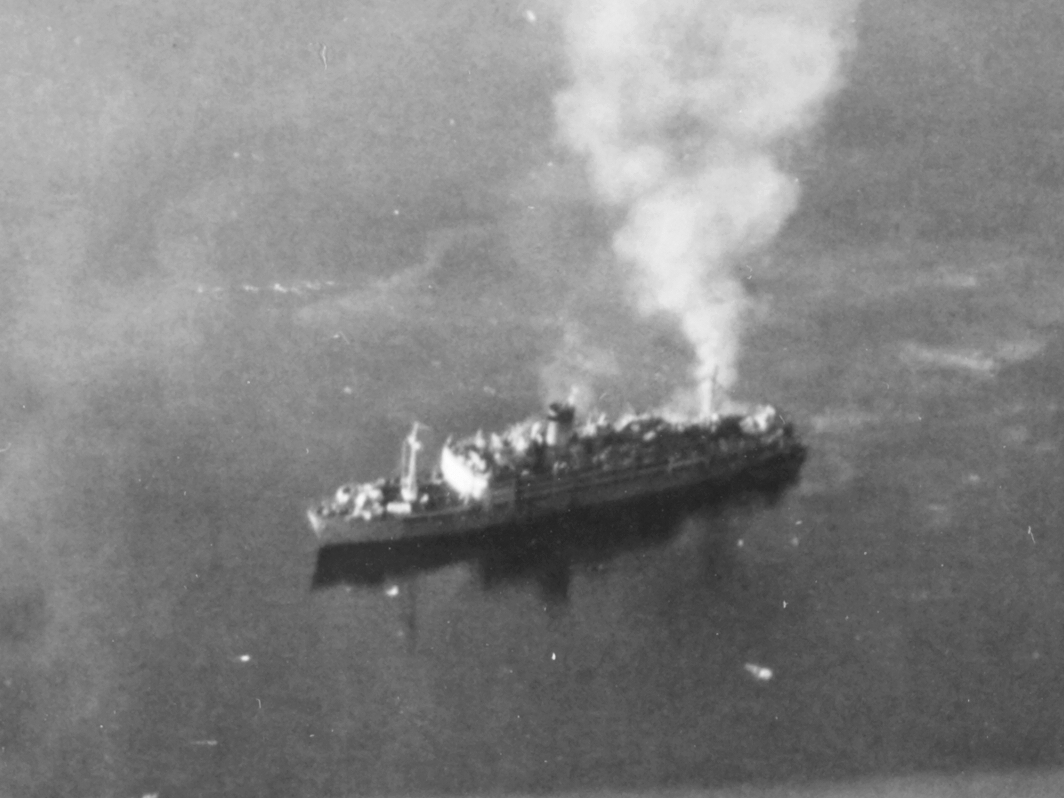
Uszkodzony „Ōryoku Maru” sfotografowany z amerykańskiego samolotu. 15 grudnia 1944

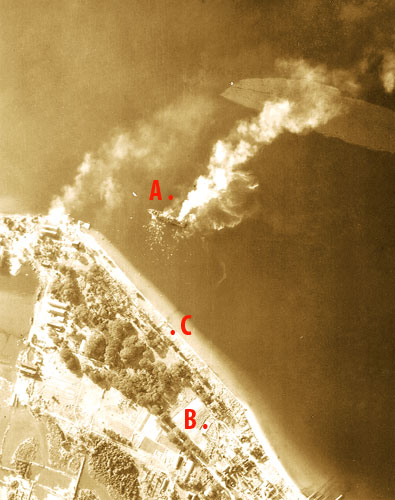
Moment zatonięcia statku uwieczniony na fotografii wykonanej przez amerykańskiego lotnika. Na zdjęciu widać m.in. jeńców usiłujących dopłynąć do brzegu

13 grudnia 1944 roku przy nadbrzeżu nr 7 w porcie w Manili na „Ōryoku Maru” zaokrętowano 1619 jeńców wojennych. Z wyjątkiem około 30 osób, wszyscy byli Amerykanami. Ponad 2/3 jeńców, gdyż około 1100, stanowili oficerowie. Było wśród nich także 47 internowanych cywilów. Pilnowała ich straż, złożona głównie z rekrutów pochodzących z Formozy, którymi dowodził japoński oficer por. Junsaburo Toshino. Obok jeńców statek miał ewakuować z Filipin także około 1,5 tys. japońskich żołnierzy, 1127 rozbitków z japońskich statków i okrętów, które Amerykanie zatopili wcześniej u wybrzeży Filipin, oraz 547 japońskich kobiet i dzieci. Załadowano nań ponadto urny z prochami 728 poległych żołnierzy oraz pewną ilość łupów wojennych, które Japończycy zdobyli na Filipinach w 1942 roku, w tym samochód Packard Clipper należący uprzednio do gen. Douglasa MacArthura.
Statek wypłynął z portu około godziny 17:00, jednakże zatrzymał się wkrótce w pobliżu wyspy Corregidor u wejścia do Zatoki Manilskiej i spędził tam niemal całą noc. 718 jeńców, którymi dowodził kmdr Warren Portz, zostało umieszczonych w rufowej ładowni nr 5. Kolejnych siedmiuset, którymi dowodził ppłk Curtis T. Beecher, trafiło do dziobowej ładowni nr 1, a 200 chorych ze szpitala w więzieniu Bilibid, którymi opiekował się kmdr Maurice Joses – do środkowej ładowni nr 2. W ładowniach nr 1 i 5 jeńców stłoczono do tego stopnia, że z trudem mogli się poruszać. Nieco więcej miejsca mieli do dyspozycji jeńcy z ładowni nr 2, musieli jednak znosić fakt, że jej podłoga była pokryta warstwą końskiego łajna. Sytuację sanitarną pogarszał fakt, że niemal wszyscy jeńcy cierpieli na różne choroby układu pokarmowego. Drewniane kubły, które służyły im do załatwiania potrzeb naturalnych, szybko uległy zapełnieniu, a podłogi w ładowniach zostały zanieczyszczone ludzkimi odchodami i wymiocinami. Na skutek braku wentylacji i tropikalnych upałów temperatura w ładowniach przekraczała 37,78 °C. Jeńcy głośno błagali o wodę i więcej powietrza, jednakże strażnicy ignorowali ich prośby. Co więcej, tłumacz Shusuke Wada zagroził, że jeśli natychmiast nie zapanuje spokój, to włazy do ładowni zostaną zamknięte. Ponieważ krzyki nie ustały, groźba została spełniona, co doprowadziło jeńców na skraj paniki. Wada wkrótce powrócił, ostrzegając, że krzyki niepokoją japońskie kobiety i dzieci, stąd jeśli jeńcy natychmiast się nie uspokoją, to strażnicy otworzą ogień w głąb ładowni. Ostatecznie niektórzy oficerowie zdołali częściowo uspokoić swych kolegów i podwładnych. Komandor Frank Bridget wspiął się na pokład, aby podjąć negocjacje z Japończykami. Zdołał przekonać Wadę, aby ponownie otwarto włazy do ładowni. Tłumacz wyraził również zgodę, aby czterech jeńców mogło jednorazowo przebywać na pokładzie. Tej nocy w ładowniach zmarło od 30 do 50 jeńców, większość na skutek uduszenia lub zadeptania. Wielu innych pragnienie i brak powietrza doprowadziły na skraj obłędu.
14 grudnia około godziny 3:00 nad ranem „Ōryoku Maru” wznowił rejs w ramach konwoju MATA-37. Około godziny 8:00 odnalazły go samoloty pokładowe z lotniskowców USS „Hornet” i USS „Hancock”. Przez następnych dziewięć godzin konwój był atakowany przez kolejne fale amerykańskich samolotów. Żadna z bomb nie trafiła bezpośrednio w „Ōryoku Maru”, niemniej statek został wielokrotnie ostrzelany z broni maszynowej i doznał uszkodzeń na skutek bliskich eksplozji. Dziesiątki japońskich pasażerów zginęło lub zostało rannych. Strażnicy rozkazali jeńcom-lekarzom udać się na pokład i udzielić pomocy rannym. Gdy medycy skończyli pracę, zostali pobici przez Japończyków, którzy w ten sposób wyładowali frustrację spowodowaną amerykańskimi atakami. 
Wieczorem uszkodzony „Ōryoku Maru” zawinął do Zatoki Subic. W Olongapo zeszli na ląd japońscy pasażerowie, wyładowano też ciała zabitych. Jeńcy pozostali na statku. W międzyczasie japońska załoga usiłowała prowizorycznie naprawić uszkodzenia, a ocalałe jednostki konwoju kontynuowały rejs na własną rękę . Tej nocy w ładowniach doszło do wydarzeń, które Brian MacArthur opisał jako „jeden z najbardziej przerażających incydentów w czasie II wojny światowej”. Klaustrofobia, którą jeńcy odczuwali na skutek kombinacji czynników takich jak upał, głód, pragnienie, brak powietrza, smród, ciemność i strach przed zatonięciem doprowadziła do wybuchu paniki i całkowitego załamania dyscypliny. Zdesperowani jeńcy próbowali pić mocz, walczyli na śmierć i życie o manierki z wodą, rozrywali żyły, by pić swoją krew, a nawet ranili i mordowali towarzyszy, aby wypić ich krew. Wielu jeńców, zwłaszcza najsłabszych, zostało zadeptanych przez tłum. W ładowni nr 1 ppłk Beecher, usiłując opanować sytuację, rozkazał zabić tych jeńców, którzy popadli w obłęd i zaczęli stwarzać zagrożenie dla życia towarzyszy. Japońscy strażnicy oddali na oślep strzały w głąb ładowni, zabijając kilku jeńców.
Następnego poranka samoloty z „Horneta” wznowiły swe ataki. „Ōryoku Maru” został trafiony sześcioma rakietami i co najmniej jedną 226-kilogramową bombą. Ta ostatnia trafiła w rufową ładownię, zabijając około 100–150 jeńców. O godzinie 10:30 kapitan wydał rozkaz opuszczenia statku . Jeńcy zaczęli wyskakiwać za burtę i płynąć do odległego o ponad 270 metrów brzegu. Amerykańscy piloci najprawdopodobniej zorientowali się w sytuacji, gdyż nie ostrzeliwali rozbitków. Mimo że jeńcy opuszczali statek za zgodą Wady, niektórzy strażnicy otworzyli ogień do rozbitków wskakujących do wody z burty po przeciwnej stronie brzegu. Co najmniej kilkunastu zostało zastrzelonych. Jeden z Amerykanów, który zakradł się do okrętowej kuchni, by znaleźć coś do jedzenia, został zastrzelony przez por. Toshino. Co więcej, na plaży japońscy żołnierze ustawili karabiny maszynowe i otworzyli ogień do tych jeńców, którzy dopływali do brzegu poza jego wyznaczonym odcinkiem. Jeden ze świadków wspominał, że ostrzał z brzegu koncentrował się na tych jeńcach, którzy płynęli na tratwach ratunkowych lub uczepili się pływających w morzu szczątków.
Ostatecznie na brzegu doliczono się tylko 1333 ocalałych jeńców (według innego źródła – 1340). „Ōryoku Maru” utrzymywał się na wodzie jeszcze przez kilka godzin, by zatonąć około godziny 16:30 .

#### Epilog
Wszystkich jeńców-rozbitków spędzono na kort tenisowy położony na terenie dawnej amerykańskiej bazy wojskowej w Olongapo. Spędzili tam pięć dni, w ścisku, bez pomocy medycznej, bez osłony przed promieniami tropikalnego słońca. Dopiero trzeciego dnia zaczęto im wydawać po łyżce nieugotowanego ryżu na osobę. Podczas pobytu na korcie zmarła pewna liczba rozbitków. Jedną z ofiar był żołnierz amerykańskiej piechoty morskiej, któremu musiano amputować rękę bez środków znieczulających i z użyciem zwykłego noża, gdyż Japończycy nie zgodzili się udzielić mu pomocy medycznej.
20 i 21 grudnia Japończycy zabrali rozbitków do San Fernando Pampanga, a następnie umieścili ich na terenie miejscowego więzienia oraz kina. Tłumacz Wada rozkazał ppłk. Beecherowi wybrać piętnastu najciężej rannych jeńców, obiecując, że zostaną oni zabrani do Manili, gdzie zostanie im udzielona pomoc medyczna. W rzeczywistości całą grupę zabrano jednak na cmentarz w San Fernando Pampanga, gdzie zostali ścięci mieczami lub zakłuci bagnetami.
Pozostałych rozbitków przewieziono 25 grudnia do San Fernando nad Zatoką Lingayen, gdzie dwa dni później zaokrętowano ich na statki „Enoura Maru” i „Brazil Maru”. Na obu panowały bardzo ciężkie warunki, a w dodatku „Enoura Maru” został 9 stycznia 1945 roku zbombardowany w Takao na Formozie, co spowodowało śmierć około 200–300 jeńców. Ostatecznie tylko „Brazil Maru” dotarł do portu docelowego, którym było Moji na wyspie Kiusiu. Spośród 1619 jeńców, którzy w Manili weszli na pokład „Ōryoku Maru”, większość zmarła lub zginęła w trakcie podróży. Liczbę tych, którzy 30 stycznia zeszli na ląd w Moji, szacuje się w zależności od źródeł na 425, około 450 lub około 500. Co więcej, od około 140–150 do 235 skrajnie wyczerpanych jeńców zmarło w ciągu następnych sześciu tygodni w obozach jenieckich w rejonie Ōmuta.
Japończycy nie poinformowali Czerwonego Krzyża o losie jeńców, którzy zmarli i zginęli na „Ōryoku Maru”, „Brazil Maru” i „Enoura Maru”. Listę ofiar udało się skompletować dopiero w listopadzie 1947 roku.

#### Powojenne procesy
Sprawa tragicznego rejsu „Ōryoku Maru” była omawiana podczas procesu gen. Shiyoku Kou (właśc. Hong Sa-ik) – zwierzchnika wszystkich obozów jenieckich na Filipinach. Toczył się on w lutym i marcu 1946 roku przed amerykańskim trybunałem wojskowym w Manili. Generałowi zarzucono m.in. wydanie rozkazu ewakuacji 1619 jeńców drogą morską i niezapewnienie im ochrony przed maltretowaniem i złym traktowaniem. Został uznany winnym zarzucanych czynów i skazany na karę śmierci przez powieszenie. Wyrok wykonano we wrześniu 1946 roku.
10 marca 1947 roku przed amerykańskim trybunałem wojskowym w Jokohamie rozpoczął się proces dziewięciu japońskich żołnierzy i cywilów, których oskarżono o mordowanie i nieludzkie traktowanie jeńców przewożonych statkami „Ōryoku Maru”, „Brazil Maru” i „Enoura Maru”. Zarzuty postawione kapitanowi „Brazil Maru”, Shinowi Kajiyamie, zostały oddalone jeszcze przed zakończeniem procesu. Wyroki wobec pozostałych oskarżonych zostały ogłoszone 9 maja 1947 roku. Porucznik Junsaburo Toshino – dowódca jenieckiego kontyngentu, oraz kpr. Kazutane Aihara zostali skazani na karę śmierci. Tłumacz Shusuke Wada usłyszał wyrok dożywotniego pozbawienia wolności. Sierżant Suketoshi Tanoue otrzymał wyrok 25 lat więzienia, szer. Jiro Ueda – 20 lat więzienia, sierż. Sho Hattori – 10 lat więzienia. Strażnicy Risaku Kobayashi i Hisao Yoshida zostali uniewinnieni.

## Pamięć
„Ōryoku Maru” jest jednym z najbardziej znanych japońskich „piekielnych statków”. Bywa także określany mianem najgorszego lub najbardziej niesławnego spośród ich wszystkich.
W 2006 roku w Olongapo przy brzegu zatoki Subic, nieopodal miejsca, w którym zatonął „Ōryoku Maru”, odsłonięto pomnik znany pod nazwą The Hellships Memorial. Upamiętnia on wszystkie ofiary japońskich „piekielnych statków”.
„Ōryoku Maru” jest jednym z „piekielnych statków”, które upamiętniono w obrębie tzw. Japanese Prison Ships Memorial Garden znajdującego się na terenie National Memorial Arboretum w brytyjskim Alrewas.